# 久米邦武筆禍事件
久米邦武筆禍事件（くめくにたけひっかじけん）とは、帝国大学文科大学教授であった久米邦武の論文「神道ハ祭天ノ古俗」を、1892年（明治25年）に田口卯吉が主宰する『史海』に転載したのをきっかけに神道界から反発を受ける問題となり、久米が教授職を非職、また論文が発禁処分となった事件。久米事件、久米邦武事件ともいう。
この問題は、学問の自由（特に歴史学）と国体とのかかわり方について一石を投じ、政治に対する学問の独立性および中立性を考えさせるものになった。

## 経過
- 1891年1月 - 論文「神道ハ祭天ノ古俗」を『史学会雑誌』[4]に発表。神道は豊作を祈り天を祭る古来の習俗で、三種の神器は祭天に用いられたもので神聖視は誤りと論じた内容であった[3]。
- 1892年 - 『史海』に転載する。このとき、主宰者の田口卯吉は以下の文を掲載し、神道家を挑発する。

「余ハ此篇ヲ読ミ、私ニ我邦現今ノアル神道熱心家ハ決シテ緘黙スベキ場合ニアラザルヲ思フ、若シ彼等ニシテ尚ホ緘黙セバ余ハ彼等ハ全ク閉口シタルモノト見做サザルベカラズ」
- 1892年2月28日 - 神道家の倉持治休、本郷貞雄、藤野達二、羽生田守雄が久米邦武に詰め寄り、論文撤回を要求する。
- 1892年3月3日 - 久米は新聞広告を出し、論文を取り下げる。しかし、主張は曲げていない。
- 1892年3月4日 - 久米は帝国大学教授職を非職[5]。
- 1892年3月5日 - 「神道ハ祭天ノ古俗」の掲載された『史学会雑誌』第二編第23、24、25号および『史海』第8号が発禁処分[6]となり、一応の決着となる。

### 余波
- 1893年3月29日 - 修史編纂事業の是非の議論が起こる。
- 1893年3月30日 - 史誌編纂掛の廃止が決定する。
- 1893年4月7日 - 帝国大学総長の浜尾新に通達する。
- 1893年4月10日 - 重野安繹、星野恒ら編集委員を解任する。